# Walter Gammert
Walter Gammert (* 7. Juni 1902 in Gnadau; † 19. Februar 1996) war ein deutscher Kaufmann und Fabrikdirektor.

## Leben
Gammert schloss 1926 ein wirtschafts- und sozialwissenschaftliches Studium ab und promovierte 1928 in Köln. Ab 1929 war er in verschiedenen Unternehmen der Chemiefaserindustrie tätig. Von 1945 bis 1967 war er Direktor des Werkes Obernburg der Vereinigte Glanzstoff-Fabriken AG.
Von 1958 bis 1970 war er Präsident der IHK Aschaffenburg und von 1966 bis 1971 als Vertreter der Gruppe Industrie und Handel Mitglied des Bayerischen Senats.

## Ehrungen
- 1966: Großes Verdienstkreuz der Bundesrepublik Deutschland
- 1967: Ehrenbürger von Erlenbach am Main
- 1970: Ehrenpräsident der IHK Aschaffenburg
- 1962: Bayerischer Verdienstorden